# Palatul Lloyd

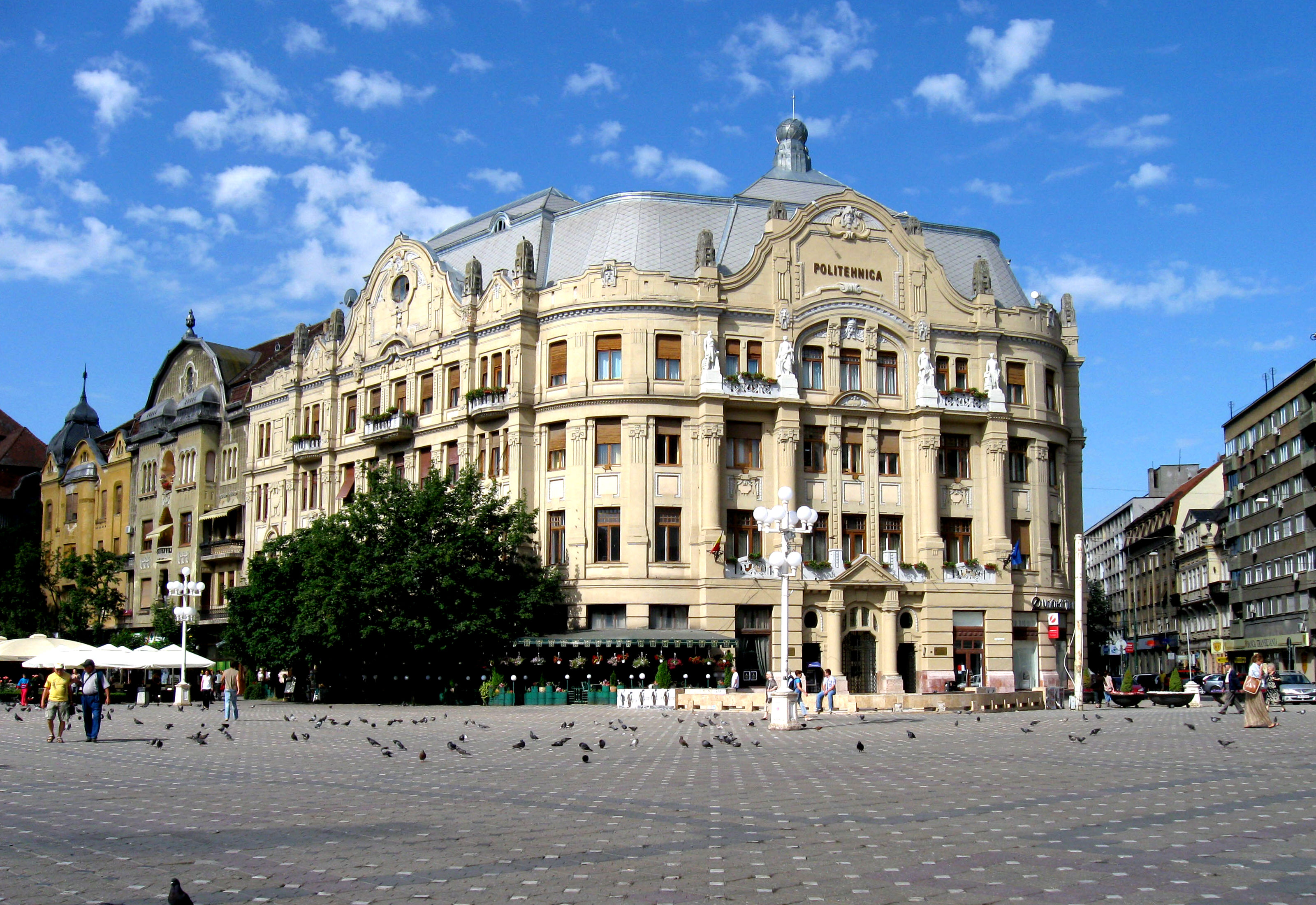
Palatul Lloyd, cu restaurantul Lloyd în stânga jos

Palatul Lloyd este o clădire istorică din Piața Victoriei din Timișoara. A fost construită între 1910 - 1912 după planurile arhitectului Leopold Baumhorn.

## Istoric
Arhitectura este eclectică cu influențe seccesion. Aici a funcționat Bursa Agricolă. În prezent adăpostește sediul Rectoratului Universității „Politehnica” din Timișoara. La parter funcționează și azi restaurantul Lloyd.